# 2016 FB59
2016 FB59, também escrito como 2016 FB59, é um objeto transnetuniano que está localizado no cinturão de Kuiper, uma região do Sistema Solar. Ele possui uma magnitude absoluta de 8,6 e tem um diâmetro estimado de 84 km.

## Descoberta
2016 FB59 foi descoberto no dia 28 de março de 2016 pelo DECam.

## Órbita
A órbita de 2016 FB59 tem uma excentricidade de 0,062 e possui um semieixo maior de 41,634 UA. O seu periélio leva o mesmo a uma distância de 39,044 UA em relação ao Sol e seu afélio a 44,224 UA.